# Philip Rivers

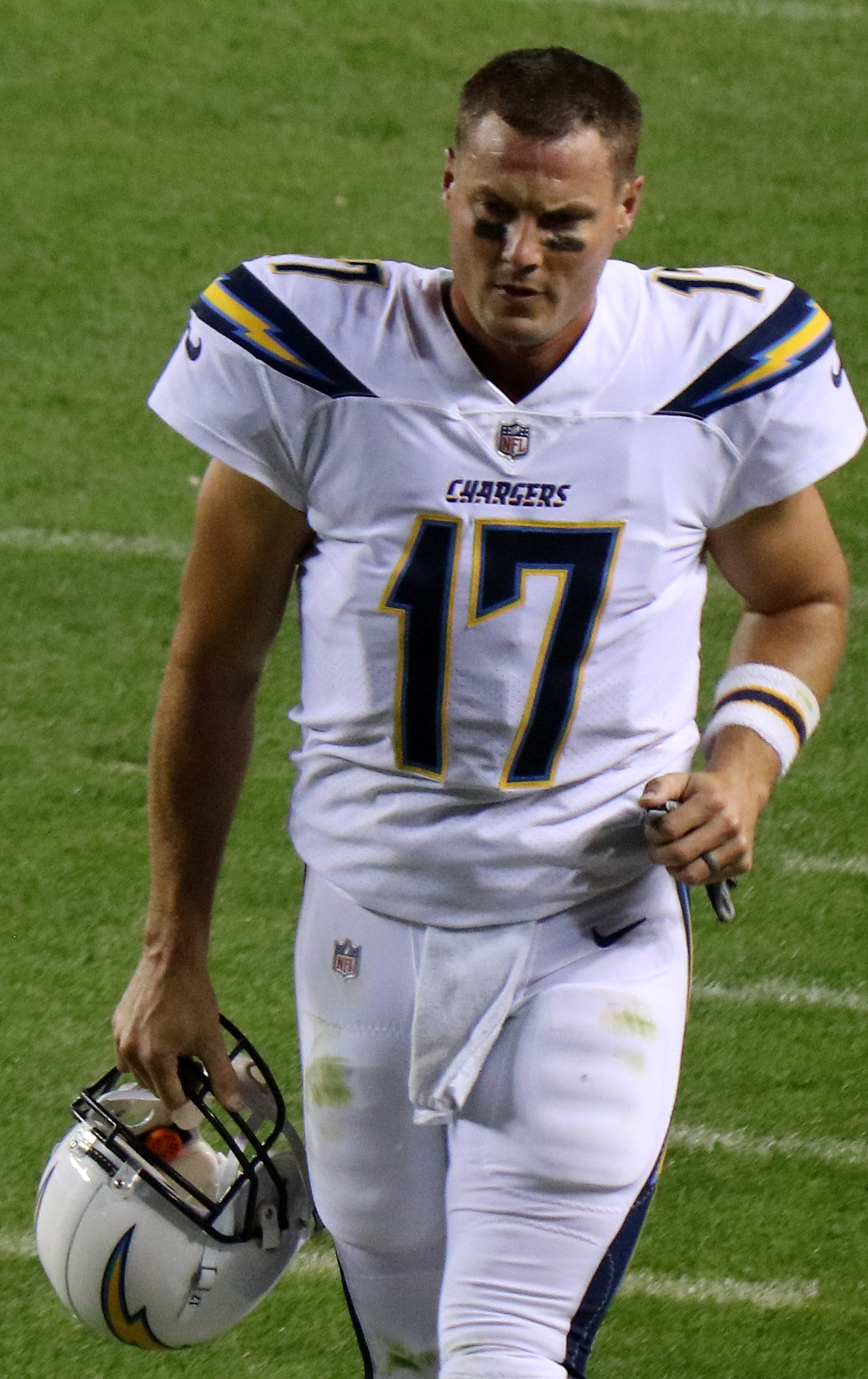
Philip Rivers, 2017.

Philip Michael Rivers, född 8 december 1981 i Decatur i Alabama, är en amerikansk före detta professionell utövare av amerikansk fotboll. Han spelade som quarterback för San Diego Chargers, Los Angeles Chargers och Indianapolis Colts i National Football League (NFL).
Rivers draftades av New York Giants i första rundan i 2004 års NFL-draft som fjärde spelare totalt.
Innan han blev proffs studerade Rivers vid North Carolina State University och spelade för deras idrottsförening NC State Wolfpack.